# Stjernøya
Stjernøya (Noord-Samisch: Stierdna) is een eiland in de provincie Finnmark in het uiterste noorden van Noorwegen. Het eiland wordt gedeeld door drie gemeenten; de oostelijke helft is deel van Alta, het noordwesten hoort bij Hasvik en een smalle strook in het zuidwesten is deel van de gemeente Loppa. De ongeveer 80 inwoners van het eiland wonen allen in de gemeente Alta.